# Fócio de Alexandria

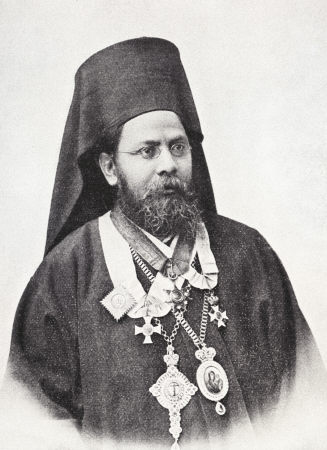
Fócio de Alexandria

Fócio de Alexandria (em grego: Φώτιος Αλεξανδρείας) (1853 — 4 de setembro de 1925) serviu como patriarca grego ortodoxo de Alexandria entre 1900 e 1925. Foi um conhecido adversário da mudança do calendário juliano para o calendário gregoriano.